# Onchidella celtica
Onchidella celtica é uma espécie de lesma-do-mar, um gastrópode marinho sem concha. Tal como os outros elementos da família Onchidiidae, e ao contrária da maior parte das lesmas-do-mar (que têm brânquias e respiram dentro de água), a O. Celtica é um pulmonado e respira no ar.
O DNA mitocondrial da O. Celtica foi sequenciado e publicado em 2008.

## Habitat
Este animal (que respira oxigénio do ar) vive na zona entremarés, em costas rochosas.

## Distribuição
A O. celtica habita na costa atlântica da Europa, da Escócia ao sul de Espanha, incluindo os Açores.